# Даллас: Ранние годы
«Да́ллас: Ра́нние го́ды» (англ. Dallas: The Early Years) — американский телефильм и приквел длительного сериала «Даллас». Фильм впервые вышел на экраны CBS 23 марта 1986 года. 12 апреля 2011 года Warner Bros. Television выпустила фильм на DVD.

## Сюжет
Действие в фильме разворачивалось между 1933 и началом пятидесятых годов и охватывает всю историю зарождения вражды между Джоном Россом Юингом-первым и Диггером Барнсом и их борьбу за Мисс Элли Соутворт. Фильм впервые рассказывает о зарождении «Юинг Ойл» и первом браке Джока. Джей Ар Юинг в исполнении Ларри Хэгмэна кратко появляется в одной из сцен, действие в которой происходит в современный период, и дает интервью журналисту о семейной вражде.

## Актёры и персонажи
- Дэвид Грант — Диггер Барнс
- Дейл Мидкифф — Джон Росс «Джок» Юинг
- Молли Хейган — мисс Элли Соутворт Юинг
- Дэвид Уилсон — Джейсон Юинг
- Хойт Экстон — Аарон Соутворт
- Ларри Хэгмэн — Джей Ар Юинг (камео)
- Маршалл Томпсон — доктор Тед Джонсон